# Філінг-радіус
Філінг-радіус — метрична характеристика ріманового многовиду.
Запропонована Громовим в 1983 році. Він використовував філінг-радіус в доведенні систолічної нерівності для істотних многовидів.

## Означення
Позначемо через A кільце {\displaystyle \mathbb {Z} } або {\displaystyle \mathbb {Z} _{2}}, в залежності від того, чи є Х орієнтовним чи ні.
Тоді фундаментальний клас, що позначають [X], компактного  n-вимірного многовиду X, є твірною групи гомології {\displaystyle H_{n}(X;A)\simeq A}, і ми покладемо
{\displaystyle \mathrm {FillRad} (X\subset E)=\inf \left\{\varepsilon >0\mid \iota _{\varepsilon }([X])=0\in H_{n}(U_{\varepsilon }X)\right\},}
де {\displaystyle \iota _{\varepsilon }} позначає
вкладення Куратовського Х в простір обмежених функцій на Х.